# 1390 av. J.-C.
Cette page concerne l'année 1390 av. J.-C. du calendrier julien proleptique.

## Évènements

### Proche-Orient
- Début supposé du règne du pharaon Aménophis III (fin en 1370 av. J.-C.). Régence de sa mère Moutemouia.
- En Égypte, Méryptah devient grand prêtre d’Amon (avant l’an 20 du règne d'Aménophis III).
- Le roi kassite de Babylone Karashman-Enli accorde à Aménophis III la main de sa sœur et de sa fille. Le roi d’Égypte, par contre, répugne à lui envoyer sa fille comme épouse. Un commerce royal fructueux s’établit entre les deux pays (chevaux, chars, lapis-lazuli, bronze, argent contre ivoire, meubles en ébène, vêtements fins, or).

## Naissances
- x

## Décès
- x